# Esher
Koordinaten: 51° 22′ N, 0° 22′ W
Esher [ˈiːʃə] ist eine Stadt in der englischen Grafschaft Surrey. Sie gehört zum Borough von Elmbridge und liegt südwestlich von London am Fluss Mole unweit von dessen Mündung in die Themse am Rythe. Die Einwohnerzahl beträgt 8387.

## Geschichte
Esher wurde erstmals im Domesday Book erwähnt und war lange Zeit eine bedeutende Postkutschenstation an der Straße von London nach Portsmouth – später entstand entlang der Strecke die Schnellstraße A3. Im 16. Jh. erklärte König Heinrich VIII. die Gegend um Esher zum königlichen Jagdgelände. Robert Clive, 1. Baron Clive ließ im 18. Jh. Claremont Mansion im palladianischen Stil als seinen Landsitz erbauen; das Haus wurde später von Königin Victoria als Nebenresidenz genutzt. Hier lebte auch Leopold von Sachsen-Coburg, ehe er als König nach Belgien ging. Später stellte Victoria das Haus dem 1848 aus Frankreich vertriebenen König Louis Philippe als Exilsitz zur Verfügung. In den 1960er Jahren lebte der Beatles-Gitarrist George Harrison in Esher in seinem „Kinfauns“ genannten Haus, in dem sich auch ein Tonstudio befand.

## Sehenswürdigkeiten
Unweit des Bahnhofs der Stadt befindet sich die Trabrennbahn Sandown Park. Sehenswert ist auch die St. George’s Church, deren Bausubstanz weitgehend aus der Tudorzeit stammt.

## Persönlichkeiten
- Thomas Wolsey (1475–1530), Erzbischof von York (1514–1530); lebte zeitweise auf seinem Landsitz in Esher
- Francis John Williamson (1833–1920), Bildhauer; arbeitete und starb in Esher
- Adeline Genée (1878–1970), dänische Balletttänzerin; starb in Esher
- Leslie Halliwell (1929–1989), Schriftsteller und Filmhistoriker; starb in Esher
- George Harrison (1943–2001), Gitarrist der Beatles, lebte hier von 1964 bis 1970
- Tony Lee (1934–2004), Jazzmusiker; starb in Esher
- Lily James (* 1989), Schauspielerin